# Martian Moons Exploration
Martian Moons Exploration (MMX) ist eine geplante Raumfahrtmission der japanischen Raumfahrtagentur (JAXA) zur Erforschung der Marsmonde Phobos und Deimos. Deutschland und Frankreich sind mit dem Kleinrover „Idefix“ daran beteiligt, Frankreich und die NASA mit je einem Messgerät. Die MMX-Raumsonde soll 2026 starten und um 2031 Proben von Phobos zur Erde bringen. Nach den Asteroidensonden Hayabusa und Hayabusa 2 wäre dies die dritte Probenrückführmission der JAXA zu einem kleinen Himmelskörper.

## Missionsziele
Die MMX-Mission soll zwei Hypothesen zum Ursprungs der Marsmonde prüfen und Erkenntnisse zur Entstehung der Planeten gewinnen. Eine der beiden Hypothesen besagt, dass Phobos und Deimos ursprünglich Asteroiden waren, die nach einem Abdriften aus dem Asteroidenhauptgürtel von der Schwerkraft des Mars eingefangen wurden. Die andere nimmt an, dass ein massives Objekt in den Mars einschlug und die beiden Monde Fragmente dieser beiden Himmelskörper sind. Im ersten Fall könnten die Erforschung der Oberfläche von Phobos und die entnommenen Proben das Auftreten von Wasser auf den terrestrischen Planeten des Sonnensystems erklären. Im Falle der Entstehung der Monde durch eine Kollision sollten sich aus den entnommenen Proben Einsichten in die Beschaffenheit des einschlagenden Objekts und des jungen Mars ergeben.
MMX ist auch ein Versuchsträger zur Vorbereitung möglicher zukünftiger Missionen zum Mars und dessen Monden hinsichtlich der Extraktionstechnik der Proben und der Rückführung zur Erde. Die Sonde wird auch während der gesamten Missionsdauer die Strahlung in der Marsumgebung messen, die eine Gefahr bei möglichen bemannten Erkundungen darstellen könnte.

## Startplanung
Ursprünglich wurde ein Start von MMX im August 2022 angestrebt. Nachdem dieser Termin nicht mehr einhaltbar war, lag das nächstmögliche günstige Startfenster zum Mars im September 2024. Als Trägerrakete wurde um 2020 die neue H3 gewählt, deren Erstflug im vierten Quartal 2020 stattfinden sollte. Es kam jedoch zu erheblichen Verzögerungen bei der Entwicklung der Rakete, und der erste Startversuch im März 2023 schlug fehl. Daraufhin wurde der Start auf 2026 vertagt.

## Geplanter Missionsverlauf
MMX soll im August 2026 vom japanischen Weltraumbahnhof Tanegashima starten. Im Juli 2027 soll die Sonde den Mars erreichen und in einen Orbit um den Planeten einbremsen. Zwei Monate darauf soll sie einen Orbit um den Mond Phobos erreichen, um diesen anschließend mit ihren Messinstrumenten zu beobachten. Im Februar 2029 soll der Rover in einer Höhe von 100 bis 40 Metern von der Sonde ausgeworfen worden und auf die Phobos-Oberfläche fallen. Drei Monate lang soll er den Marsmond erkunden und Messungen durchführen. Währenddessen sind zwei Probenentnahmen durch die MMX-Sonde selbst geplant, wofür sie jeweils auf Phobos landet, sich eine Stunde lang dort aufhält und mindestens 10 Gramm Material entnimmt. Nach mehreren nahen Vorbeiflügen an Deimos sollte die Sonde im Juli 2030 den Mars verlassen und im Juni 2031 wieder die Erde erreichen. Schließlich würde eine Kapsel mit den von Phobos genommenen Proben auf der Erde landen.

## Aufbau

### MMX-Sonde
Die japanische Sonde besteht aus drei Teilen: Einem 1990 kg schweren Antriebsmodul, einem 1350 kg schweren Service- und Rückkehrmodul und einem 150 kg schweren Lande- und Erkundungsmodul. Das Antriebsmodul befindet sich am unteren bzw. hinteren Ende der Sonde; es beinhaltet die Treibstofftanks und ein Triebwerk mit etwa 500 N Schub. Das Service- und Rückkehrmodul ist in der Mitte angebracht und besitzt zwei Solarpaneele für die Stromversorgung und eine Hochgewinn-Parabolantenne für die Kommunikation mit der Erde. Der Lander ist mit vier Landebeinen, einem mechanischen und einem pneumatischen Mechanismus zur Probenentnahme (C-SMP und P-SMP) und einem Probenbehälter ausgestattet. Das Rückkehr- wie das Landemodul besitzen ein Reaction Control System zur Lageregelung, Ersteres auch vier Reaktionsräder zur Stabilisierung des Raumfahrzeugs.
Die Sonde ist mit folgenden Instrumenten ausgestattet:
- Gamma- und Neutronenspektrometer (MEGANE) – Beitrag der NASA im Rahmen des Discovery-Programms[12][13]
- Infrarotspektrometer (MIRS) – Beitrag des CNES[14]
- Optisches Radiometer (OROCHI)
- Nadir-Teleskop für Geomorphologie (TENGO)
- LIDAR
- Marsstaub-Monitor (CMDM)
- Massenspektrometer (MSA)
- Strahlungsmessgerät (IREM)
- zwei Kameras mit 4 bzw. 8 Megapixeln Auflösung

### Rover „Idefix“

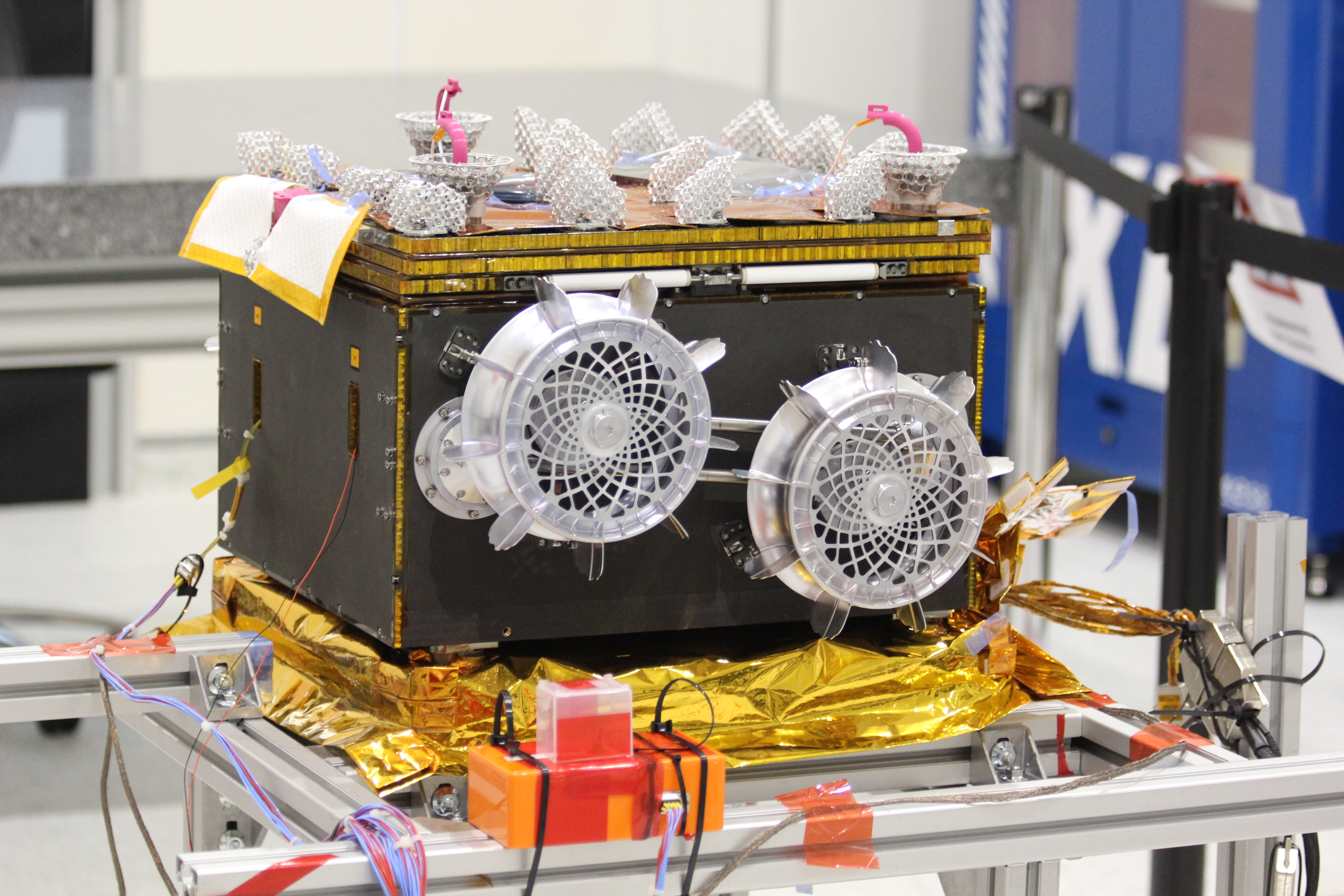
Rover „Idefix“

Der Rover wurde vom Deutsche Zentrum für Luft- und Raumfahrt (DLR) und der französischen Raumfahrtagentur CNES gebaut. Im Sommer 2023 war er fertiggestellt und erhielt den Namen Idefix.
Er besitzt eine Karosserie aus kohlenstofffaserverstärktem Kunststoff und ein System, mit dem er sich nach dem Fall auf die Phobos-Oberfläche aufrichten kann.
Idefix verfügt über folgende Instrumente:
- das Radiometer miniRad zur Untersuchung der Mondoberfläche – Beitrag des CNES
- das Spektrometer RAX zur Untersuchung der Mondoberfläche – Beitrag des DLR
- zwei Radkameras, die die Räder und den Untergrund beobachten
- zwei Navigationskameras